# Die letzten Amerikaner
Die letzten Amerikaner (auch im Verleih als Kommando Bravo, im Original Southern Comfort) ist ein 1981 erschienener Thriller des Regisseurs Walter Hill. Die stimmungsvolle Südstaaten-Filmmusik wurde vom langjährigen Mitarbeiter Hills Ry Cooder komponiert.
Der Film wurde von der deutschen FSK zunächst ab 18 Jahren freigegeben. Nach einer Neuprüfung im August 2007 wurde die Freigabe auf 16 Jahre herabgesetzt. Im Januar 2008 erschien eine Neuauflage der DVD mit der neuen Freigabe.

## Handlung
Der Bohringenieur Charles Hardin wird 1973 zu einer Reserveübung der Nationalgarde herangezogen, die an einem Wochenende in den Sümpfen von Louisiana stattfindet. Er wird der Gruppe von Sergeant Crawford Poole zugeteilt und ist dort der Neue, da sich alle anderen bereits kennen. Der Soldat Spencer ist der einzige, für den er etwas übrig hat. Mit allen anderen will er am liebsten nichts zu tun haben. Die Gruppe verlässt das Camp und begibt sich auf eine Marschroute, die durch das Sumpfgebiet führt.
Unterwegs müssen die Soldaten einen See überqueren, der nicht auf der Karte eingezeichnet ist. Am Ufer entdecken sie Kanus, die einheimischen Cajuns gehören. Die Soldaten können ihren Gruppenführer dazu überreden, die Kanus zu nehmen, anstatt den See in einem zeitaufwändigen Marsch zu umgehen. Dann erscheint eine Gruppe Cajuns am See. Sergeant Poole ruft ihnen zu, dass sie ihre Boote später wiederbekommen würden. Offenbar verstehen die Männer aber nur Französisch. Einer der Soldaten, Stuckey, schießt mit Platzpatronen, um die Cajuns zu erschrecken. Diese fassen das als Bedrohung auf und töten Sergeant Poole mit einem Kopfschuss.
Die Soldaten geraten in Panik, kentern mit den Booten und verlieren dabei das Funkgerät; die einzige Möglichkeit, Hilfe anzufordern. Sie retten sich ans Ufer und ziehen Sergeant Pooles Leiche aus dem Wasser. Der Soldat Reece ist der einzige, der eine Schachtel scharfe Munition dabei hat. Alle anderen haben nur Platzpatronen. Er entlädt sofort sein Patronenmagazin, um die scharfe Munition zu laden, will aber nicht, dass die anderen dies bemerken. Allerdings weiß Spencer davon, dass Reece sich im Camp scharfe Munition besorgt hat, und verrät es Corporal Casper, der als Ranghöchster die Gruppe weiterführt.
Casper stellt Reece zur Rede und verlangt nach seiner Waffe, um die Munition unter allen aufzuteilen. Reece weigert sich, bis Hardin eingreift und ihm sein Messer an die Kehle legt. Von da an entsteht zwischen den beiden eine Feindschaft. Nach der Aufteilung der Munition hat jeder der Männer nur drei scharfe Patronen. Somit haben die Soldaten schlechte Aussichten, wenn sie weiter von den Cajuns attackiert werden und nicht zum Camp zurückkommen. Immer mehr zeigt sich auch, dass Corporal Casper nicht dazu fähig ist, die Gruppe zu führen. Er kann weder die Gruppe zum Camp zurückführen, noch die entstehenden Konflikte unter den Gruppenmitgliedern lösen.
Die Soldaten entdecken eine Hütte und nehmen dort einen Cajun gefangen. Sie vermuten, dass er am See bei der Ermordung des Sergeanten dabei war. Der Gefangene wird verprügelt, da er nicht reden will. Er scheint nur Französisch zu sprechen. Spencer kann sich ein wenig mit ihm verständigen. Offenbar hat er mit dem Mord nichts zu tun. Spencer und Hardin halten sich im Gegensatz zu den anderen mit Mordverdächtigungen zurück und beteiligen sich auch nicht an den Misshandlungen des Gefangenen. In der Hütte findet man Waffen, Munition, Sprengstoff und andere Dinge, die einem Wilderer zuzuordnen sind, sowie Nahrungsmittel.
Die in der Hütte entdeckten Sachen können den Soldaten weiterhelfen. Jedoch dreht der Soldat Bowden durch und zerstört alles. Er hatte sich offenbar in Sergeant Poole verliebt und ist jetzt von einer krankhaften Rachsucht gepackt. In der Hütte entdeckt er rote Farbe und malt sich damit ein Kreuz auf die Brust. Dann setzt er die Hütte in Brand, wodurch der Sprengstoff explodiert. Die Soldaten machen sich mit dem Gefangenen weiter auf den Weg und können nur hoffen, dass inzwischen im Camp eine Suchaktion auf die Beine gestellt wurde. Sie werden immer wieder von den Cajuns attackiert, von scharfen Hunden angefallen, und ein weiterer Soldat, Cribbs, wird durch eine Bärenfalle getötet.
Casper beschließt, die Toten zu begraben und ein Nachtlager einzurichten. Bowden erleidet durch die Ereignisse einen Nervenschock, spricht kein Wort mehr, und Hardin drängt darauf, dass er festgebunden werde, da er in seinem Zustand nicht mehr berechenbar sei. Hardin hält bis zum Anbruch des Morgens Wache und bekommt mit, wie Reece den Gefangenen foltert. Er schreitet ein, und zwischen den beiden kommt es zu einer zweiten, dieses Mal blutigen Auseinandersetzung. Der Gefangene beobachtet den Zweikampf und fordert Hardin plötzlich in englischer Sprache auf, Reece zu töten. Hardin versetzt seinem Kontrahenten einen tödlichen Messerstich. Der Gefangene nutzt die Situation aus und flüchtet. Reece wird sofort begraben, bevor sich die restlichen Soldaten wieder auf den Weg machen.
Spencer sieht sich schließlich gezwungen, Casper als Gruppenführer abzulösen. Damit geht er das Risiko ein, vor dem Militärgericht zu landen. Die Mehrheit akzeptiert ihn aber als neuen Gruppenführer, und auch Casper sieht letztendlich ein, dass er als Gruppenführer versagt hat. Die Toten werden von den Cajuns wieder ausgegraben und an einen Baum gebunden. Ein Hubschrauber der U.S. Army taucht plötzlich über den Bäumen auf und verschwindet wieder, weil die Soldaten von den Piloten nicht gesehen werden. Einer der Soldaten, Stuckey, läuft in eine Lichtung hinaus, damit er von den Piloten gesehen wird. Er kehrt nicht mehr zur Gruppe zurück und versinkt in einem Sumpfloch. Schließlich teilt sich die Gruppe, um den verschwundenen Kameraden zu suchen. Spencer, Bowden und Hardin bleiben in einer Gruppe zusammen. Die anderen beiden, Simms und Casper, kehren nicht mehr zurück und werden von den Cajuns niedergeschossen.
Die drei letzten Soldaten richten sich ein Nachtlager ein. Als Spencer und Hardin am nächsten Morgen aufwachen, ist auch Bowden tot. Die Cajuns haben ihn unter einer Eisenbahnbrücke erhängt. Dann erscheint der einstige Gefangene. Er ist dieses Mal bewaffnet und kann fließend Englisch sprechen, konnte also die ganze Zeit die Gespräche der Soldaten verfolgen. Er erklärt den beiden, dass man es sich nicht gefallen lasse, wenn die Soldaten herkommen und alles zerstören. Er verschont die beiden, offenbar, weil sie ihn während seiner Gefangenschaft fair behandelt haben und sich nicht so wie ihre Kameraden verhalten haben. Er erklärt ihnen, wie sie zum Camp zurückfinden und warnt sie vor seinen Freunden.
Spencer und Hardin entdecken einen Weg und hören plötzlich einen Lastwagen. Sie werden von einem Cajun-Ehepaar bis zum nächsten Dorf mitgenommen. Dort findet eine Feier statt. Die Dorfbewohner zeigen sich gastfreundlich und scheinen friedliche Menschen zu sein. Dann tauchen Fremde auf. Es sind diejenigen, von denen die Soldaten gejagt wurden. Es kommt zu einer blutigen Auseinandersetzung, bei der Spencer und Hardin ihre Kontrahenten töten, Hardin aber angeschossen wird. Die beiden flüchten in den Wald. Dort tauchen plötzlich ein Hubschrauber und Fahrzeuge der U.S. Army auf.

## Kritiken
„Walter Hill drehte einen knallharten Action-Reißer, der die Funktionalität militärischer Strukturen im Angesichts des Schreckens in Frage stellt. Wenn auch über weite Strecken die Gewalt überhand hat, spannend ist es trotzdem.“

„Actionmaestro Walter Hill schließt mit dieser stimmungsvollen Vietnamkriegsparabel nahtlos an die hohe atmosphärische Qualität der Vorgänger „Driver“ und „The Warriors“ an. Von schleppenden Gitarrenklängen untermalte Kamerafahrten durch überflutete Sumpfwälder künden bereits im Vorspann von kommendem Unheil, und ein von typischen Südstaatenklischees bevölkertes Platoon stolpert zur Freude des Zuschauers bereitwillig hinein. Kein großes Drama, gewiß, aber ein packender, gut gespielter Actionthriller, der in jeder Hinsicht seine Arbeit tut.“

„Wie in John Boormans «Beim Sterben ist jeder der erste» thematisiert Walter Hill («Nur 48 Stunden») die Überheblichkeit des Zivilisationsmenschen, seine Dummheit und Ignoranz gegenüber der Natur. Das Mißverständnis beginnt dort wie hier damit, daß die Wildnis lediglich als sportliche Herausforderung betrachtet wird. Der packende Actionthriller ist darüber hinaus eine interessante Studie über die Entstehung von Gewalt und nicht zuletzt auch eine politische Parabel über den Vietnamkrieg.“

„Intelligenter Actionthriller, der als psychologische Studie die Entstehung von Gewalt und die Dummheit und Engstirnigkeit von Militärs anprangert. Seine Naturmetaphorik der klaustrophobischen Sumpfgebiete fügt sich als zusätzliche Bedeutungsebene in eine politische Parabel über den Vietnamkrieg.“